# Ранковський потік
Ранковський потік (словац. Rankovský potok) — річка в Словаччині, притока Олшави, протікає в окрузі Кошиці-околиця.
Довжина приблизно 7.9-8.7 км. Витік знаходиться в масиві Солоні гори (масив Кошицька котлина — частина Ранковські скелі) — на висоті близько 550 метрів. Протікає територією сіл Ранковце і Бачковик..
Впадає в Олшаву на висоті приблизно 255—260 метрів.